# Kabirwala
Kabirwala (urdu: كبِير والا‬) ‬– miasto w Pakistanie, w prowincji Pendżab. W 2017 roku liczyło 74 699 mieszkańców.